# Evenes
Evenes (nordsamisch Evenášši) ist eine Kommune im norwegischen Fylke Nordland. Die Kommune hat 1362 Einwohner (Stand: 1. Januar 2025). Verwaltungssitz ist die Ortschaft Bogen. In der Kommune liegt der Flughafen Harstad/Narvik.

## Geografie

### Lage und Topografie

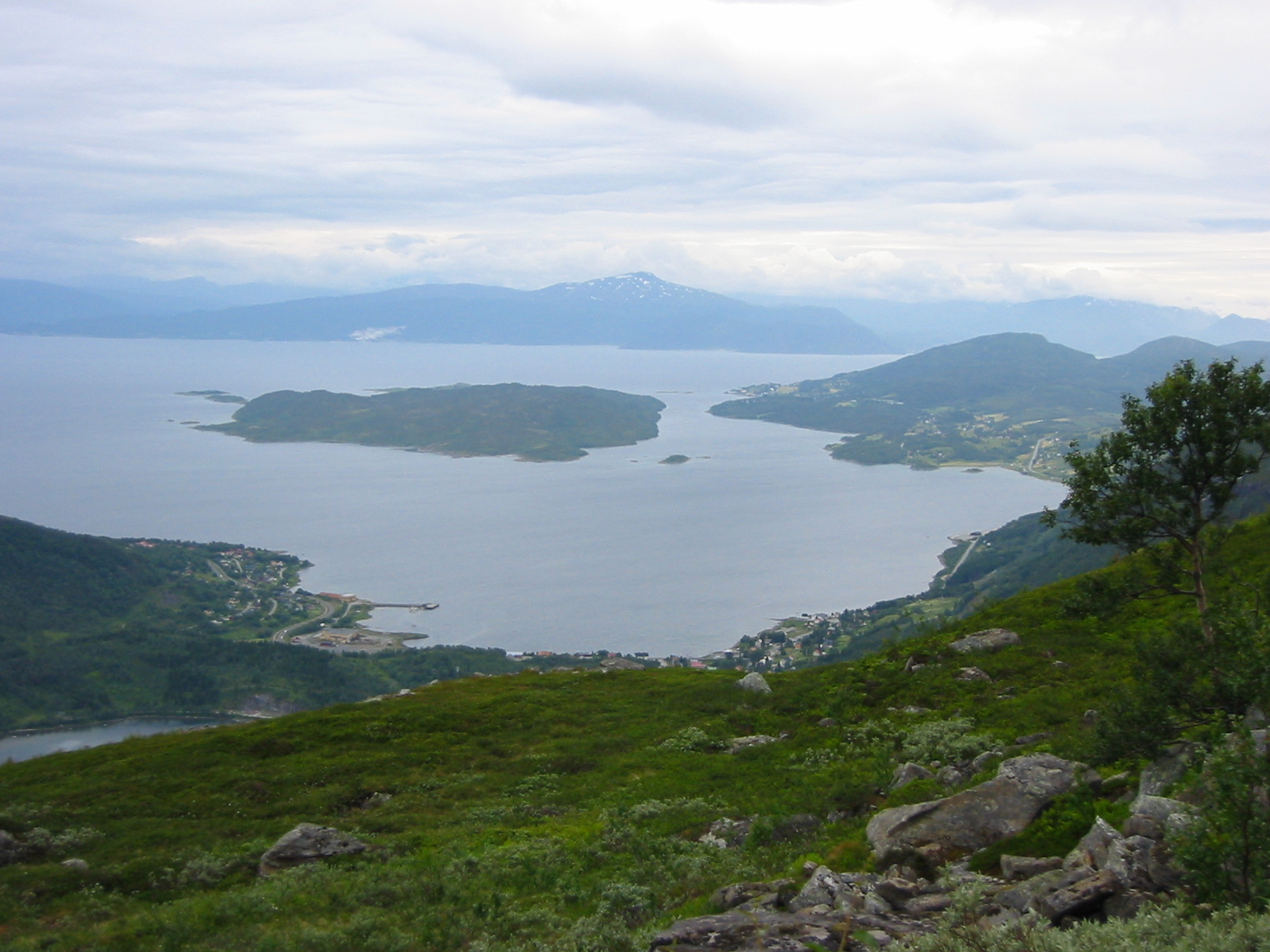
Blick auf die Bogenbucht, Bogen und die Skogøya

Evenes liegt an der Nordgrenze des Fylkes Nordland. Im Süden wird die Kommune durch den Ofotfjord begrenzt. Im Westen und Norden grenzt Evenes an die zum nördlichen Nachbarfylke Troms gehörende Kommune Tjeldsund. Die zu Narvik bestehende Grenze verläuft im Osten auf dem Land und im Süden im Ofotfjord. Auf der Nordseite des Fjords befindet sich die breite Bogenbucht (norwegisch Bogen), in der die Skogøya und weitere kleinere Inseln liegen. An Nordende der Bucht befindet sich das Verwaltungszentrum der Kommune, das Dorf Bogen. Nördlich davon liegt der Binnensee Strandvatnet. Die Gesamtfläche der Kommune beträgt 252,79 km², wobei Binnengewässer zusammen 11,31 km² ausmachen.
Der Großteil der Kommune hat niedrig gelegenes flaches bis hügliges Terrain. Rund zwei Drittel des Areals liegen auf einer Höhe unter 300 moh. Im Norden der Bogenbucht befinden sich jedoch Erhebungen, die Höhen von über 1000 moh. erreichen. In diesem Areal liegen zudem einige Gebirgsseen. Die Erhebung Litletinden (nordsamisch Seamulvákkečohkka) stellt mit einer Höhe von 1134,33 moh. den höchsten Punkt der Kommune Evenes dar.

### Klima
Evenes ist teilweise durch Gebirge von den Wetterfronten aus dem Westen geschützt. In der Folge liegt eine Mischung aus See- und Kontinentalklima vor. Im Sommer werden Temperaturen von über 30 °C erreicht, im Winter können Werte von unter −20 °C erreicht werden. Der mittlere jährliche Niederschlag beträgt 1065 Millimeter.

## Einwohner
Die meisten Einwohner von Evenes leben an der Bogenbucht, wo sich die beiden Orte Bogen und Liland befinden. Die weiteren Einwohner verteilen sich weitgehend auf das restliche Küstengebiet sowie das Umfeld des Flughafens und der Europastraße 10 (E10). Die Anzahl der Einwohner ist seit Ende des Zweiten Weltkriegs stark gesunken. Lediglich während in der Zeit der Eröffnung des Flughafens in den 1970er-Jahren wuchs sie an. Im Jahr 1946 lebten noch 2526 Personen in Evenes. In der Kommune liegen zwei sogenannte Tettsteder, also zwei Ansiedlungen, die für statistische Zwecke als eine städtische Siedlung gewertet werden. Diese sind Liland mit 319 und Bogen mit 365 Einwohnern (Stand: 1. Januar 2024).
Die Einwohner der Kommune werden Evenesværing genannt. Offizielle Schriftsprache ist wie in vielen Kommunen in Nordland Bokmål, die weiter verbreitete der beiden norwegischen Sprachformen.
| Jahr          | 1986 | 1990 | 1995 | 2000 | 2005 | 2010 | 2015 | 2020 | 2025 |
| ------------- | ---- | ---- | ---- | ---- | ---- | ---- | ---- | ---- | ---- |
| Einwohnerzahl | 1805 | 1730 | 1621 | 1523 | 1417 | 1357 | 1385 | 1348 | 1362 |

## Geschichte und Kultur

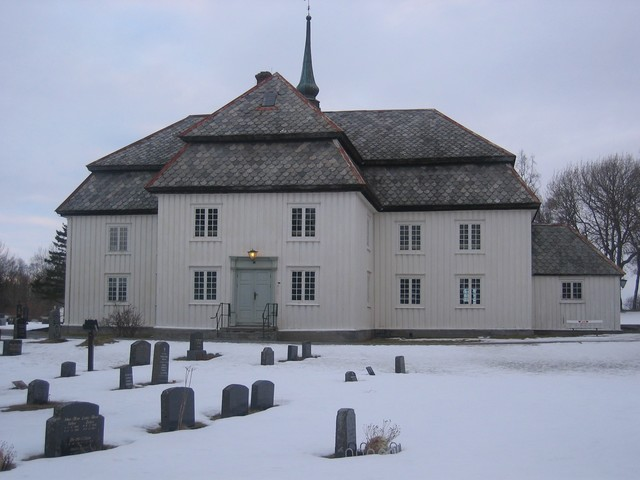
Evenes kirke

Die Region wurde lange von nomadisch lebenden Samen bewohnt, die sich schließlich niederließen. Die Kommune Evenes entstand schließlich am 1. Januar 1884, als Ofoten in Evenes und Ankenes aufgespalten wurde. Bei seiner Gründung hatte die Kommune 2397 Einwohner. Ein von 291 Personen bewohntes Gebiet wurde 1912 von Trondenes an Evenes überführt. Zum 1. Juli 1925 wurde Ballangen mit 3270 Einwohnern von Evenes abgespalten. Evenes verblieb mit 2323 Einwohnern.
Während des Zweiten Weltkriegs ankerten in der Bogenbucht mehrere Kriegsschiffe der deutschen Besatzer. Eines dieser Schiffe war die Tirpitz. Südlich von Bogen errichteten die Besatzer ein Gefangenenlager.
Die Evenes kirke in der Ortschaft Evenes wurde im Jahr 1800 fertiggestellt. Die Holzkirche hat einen kreuzförmigen Grundriss und rund 460 Sitzplätze. In Bogen befindet sich zudem eine Kapelle mit rund 260 Sitzplätzen. Sie wurde ebenfalls in Holz erbaut und wurde 1920 eröffnet.
In der Kommune liegt das samische Freilichtmuseum Gállogieddi. Es wurde 1990 eröffnet und hat unter anderem eine Duodji-Ausstellung.

## Wirtschaft und Infrastruktur

### Verkehr
Der Flughafen Harstad/Narvik (norw. Harstad/Narvik lufthavn, Evenes) (IATA: EVE, ICAO: ENEV) liegt im Wald im Westen der Gemeinde, nördlich der Siedlung Evenes. In Ost-West-Richtung führt zudem die Europastraße 10 (E10) durch die Kommune. Auf Höhe des Flughafens knickt sie im Westen der Kommune in den Norden ab und führt unter anderem in die Stadt Harstad. Richtung Osten führt sie zur Europastraße 6 (E6), in die sie etwas außerhalb von Evenes mündet.

### Wirtschaft
Die lokale Wirtschaft baute lange auf der Landwirtschaft, insbesondere mit der Haltung von Rindern und Schafen, auf. Bis 1939 wurde zudem eine Zeitlang Bergbau betrieben. Ebenfalls eine nur geringe Rolle spielt die Industrie, die hauptsächlich in Bogen angesiedelt ist und auf der Metallverarbeitung basiert. Vor allem durch den Flughafen ist heute der Verkehrs- und Dienstleistungssektor von größerer Bedeutung. Nach der Verlegung des 133. Luftgeschwaders von Andøya nach Evenes zum 1. Januar 2020 wurden die norwegischen Streitkräfte der größte Arbeitgeber der Kommune. Im Jahr 2021 arbeiteten von rund 570 Arbeitstätigen etwa 310 in Evenes selbst, jeweils über 50 Personen pendelten in die umliegenden Kommunen Harstad, Tjeldsund und Narvik. Zugleich pendelten jeweils über 100 Personen aus Tjeldsund und Harstad nach Evenes.
Im Jahr 1954 wurde das Kraftwerk Niingen in Betrieb genommen. Das Kraftwerk, dass eine Fallhöhe von rund 500 Metern nutzt, hatte zwischen 1991 und 2020 eine mittlere Jahresproduktion von rund 70 GWh.

## Name und Wappen
Das seit 1990 offizielle Wappen der Kommune zeigt in Rot ein silbernes Rad mit zehn Speichen. Der Name leitet sich möglicherweise vom Männernamen Øyvind ab, der im Sprachgebrauch oft Formen wie Øven oder Even annimmt. Die Nachsilbe „-nes“ bedeutet „Landspitze“.